# 地獄谷

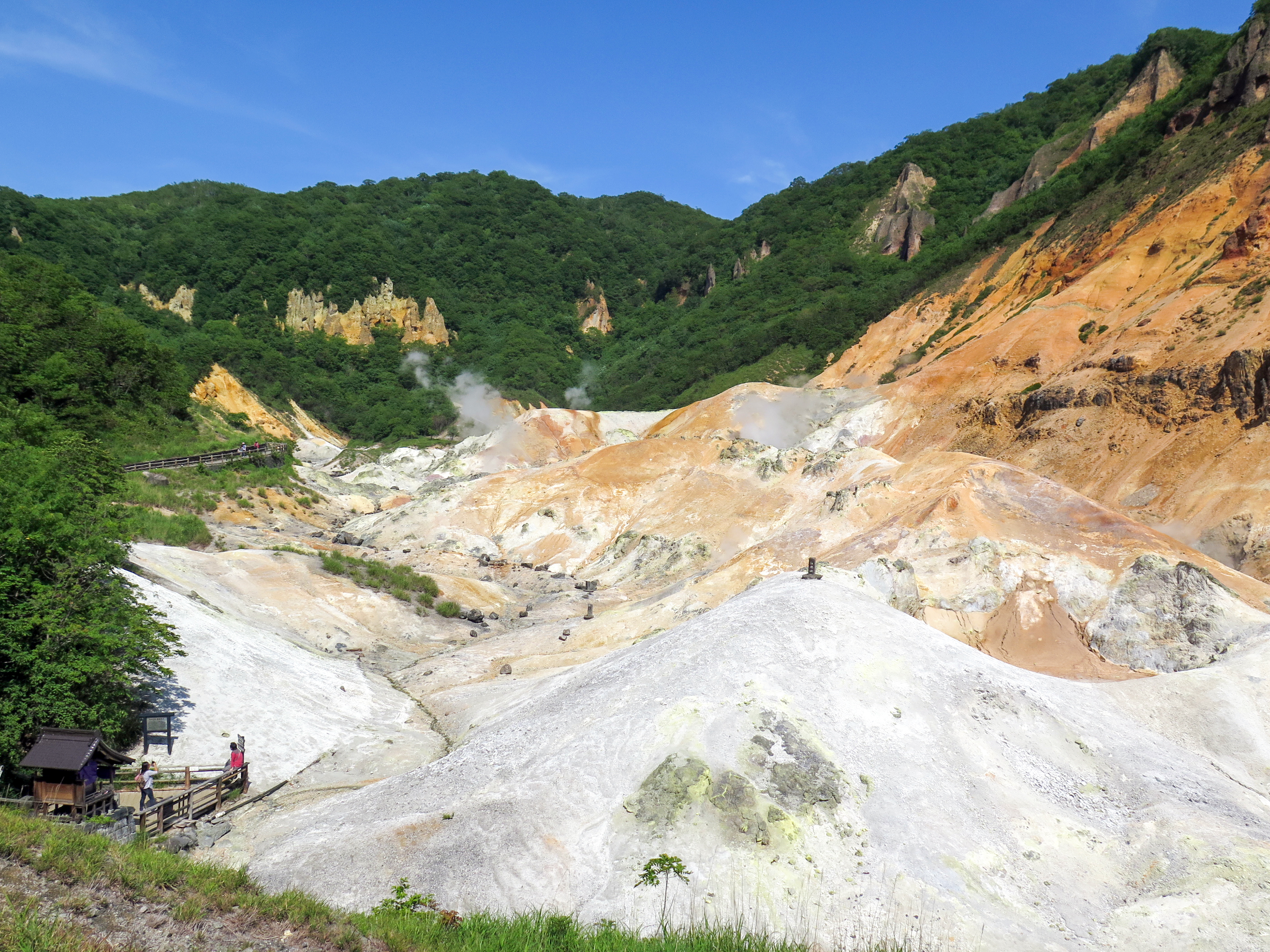
地獄谷

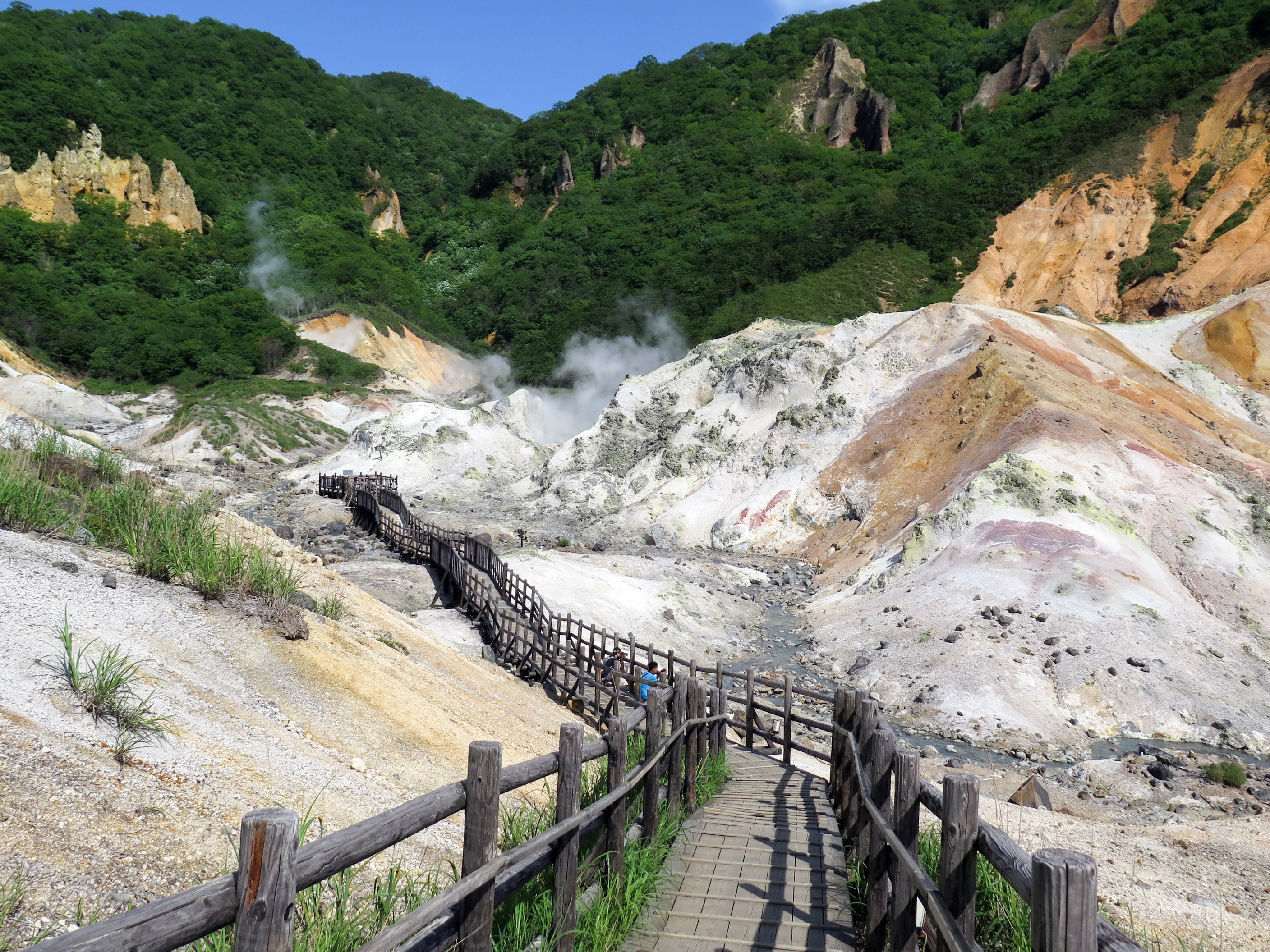
地獄谷鐵泉池

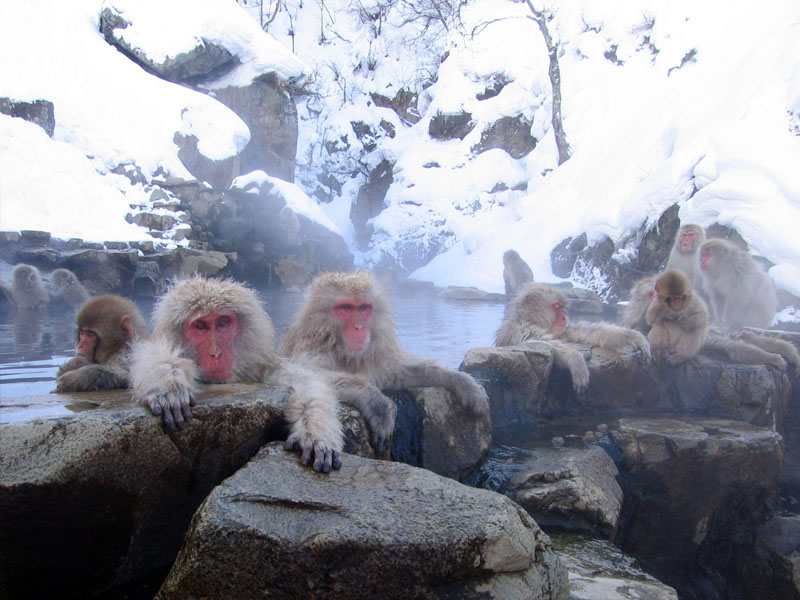
地狱谷野猿公苑（長野縣）

地獄谷是位日本北海道登別市的一個火山口遺跡，鄰近洞爺湖，大約在一萬年前形成，有直徑大約450米的地方依然在噴白煙，而且寸草不生，又有強烈硫磺味，由於就像在地獄之中，因而得名。地獄谷提供多達11種不同礦物質的泉水給附近的有名的登別溫泉，早在百多年前已有人懂得在地獄谷開採泉水。
2004年入選北海道遺產。